# Stuguvattnet (Fjällsjö socken, Ångermanland)
Stuguvattnet är en sjö i Strömsunds kommun i Ångermanland och ingår i Ångermanälvens huvudavrinningsområde. Sjön har en area på 0,364 kvadratkilometer och ligger 227,1 meter över havet. Sjön avvattnas av vattendraget Rinnån.

## Delavrinningsområde
Stuguvattnet ingår i det delavrinningsområde (708878-153750) som SMHI kallar för Utloppet av Stuguvattnet. Medelhöjden är 291 meter över havet och ytan är 5,73 kvadratkilometer. Det finns ett avrinningsområde uppströms, och räknas det in blir den ackumulerade arean 30,72 kvadratkilometer. Rinnån som avvattnar avrinningsområdet har biflödesordning 3, vilket innebär att vattnet flödar genom totalt 3 vattendrag innan det når havet efter 149 kilometer. Avrinningsområdet består mestadels av skog (69 procent) och sankmarker (11 procent). Avrinningsområdet har 0,36 kvadratkilometer vattenytor vilket ger det en sjöprocent på 6,3 procent.